# Lucille Eichengreen

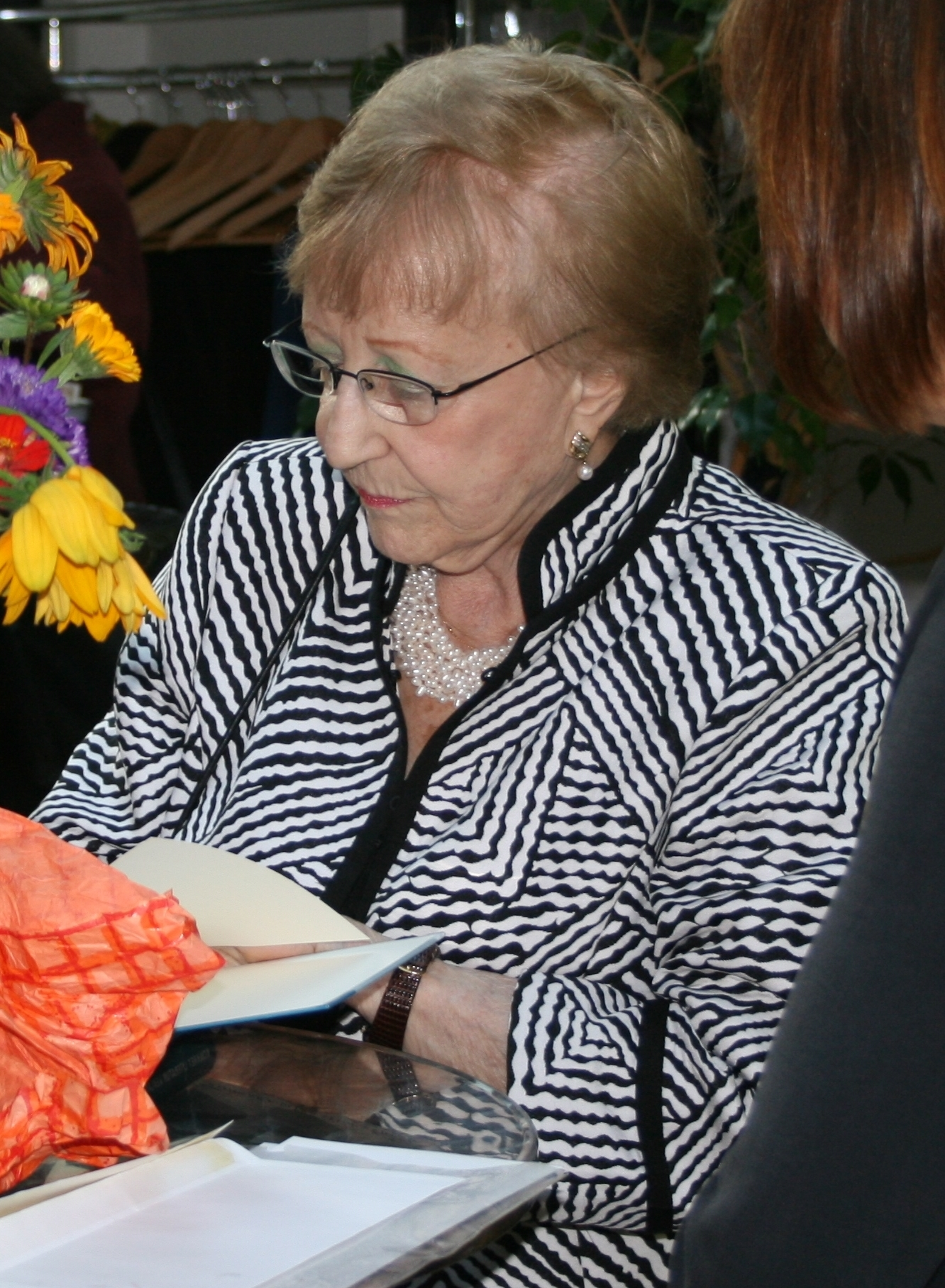
Lucille Eichengreen signiert eines ihrer Bücher (2012)

Lucille Eichengreen (geboren am 1. Februar 1925 in Hamburg als Cecilie Landau; gestorben am 7. Februar 2020 in Oakland, Kalifornien) war eine Überlebende des Holocaust und Zeitzeugin. In mehreren autobiographischen Büchern beschrieb sie ihre Deportation ins Ghetto Łódź, nach Auschwitz, in Außenlager des KZ Neuengamme und ins KZ Bergen-Belsen.

## Leben

### Jugend und Deportation

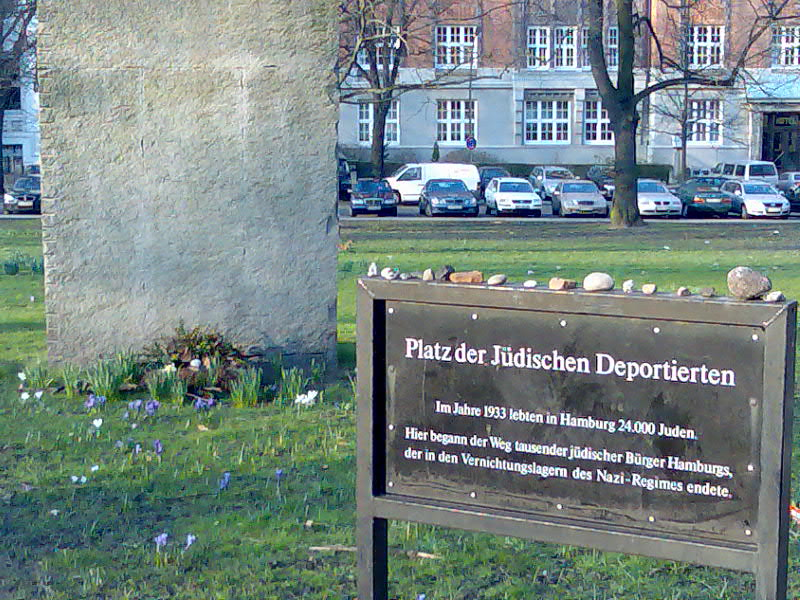
Mahnmal und Gedenktafel für die deportierten Hamburger Juden (2007)

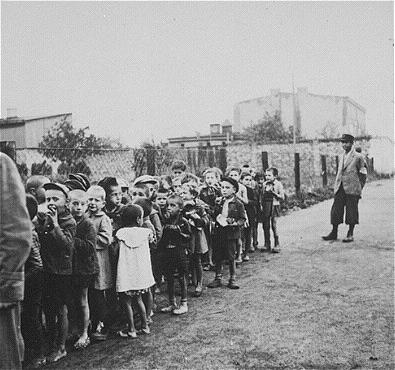
Deportation der Kinder aus dem Ghetto Łódź ins Vernichtungslager Chelmno, September 1942

Lucille Eichengreen, eigentlich Cecilie, war die ältere von zwei Töchtern des aus Polen stammenden Weingroßhändlers Benjamin Landau und dessen Ehefrau Sala (Sara), geb. Baumwollspinner. Nach einer zunächst unbeschwerten Kindheit in Hamburg, in der sie jedoch immer stärker den Repressalien des NS-Regimes gegen die Juden ausgesetzt war, wurde ihr Vater im Oktober 1938 nach Polen abgeschoben. Er kehrte zunächst zurück und wurde am 1. September 1939 während des Überfalls auf Polen von der Gestapo als feindlicher Ausländer verhaftet und im Polizeigefängnis Fuhlsbüttel sowie im KZ Oranienburg inhaftiert. Am 31. Dezember 1940 starb er im Konzentrationslager Dachau. Als junges Mädchen erlebte sie mit, wie Gestapo-Männer im Februar 1941 Asche aus Dachau in einer mit einem Gummiband geschlossenen Zigarrenkiste brachten. Bis zu ihrer Deportation besuchte sie die Israelitische Töchterschule in der Karolinenstraße 35, wo sie noch ihren Realschulabschluss machen konnte.
Am 25. Oktober 1941 wurde die 16-jährige Cecilie zusammen mit ihrer Mutter und ihrer jüngeren Schwester Karin ins Ghetto Łódź deportiert. Cecilie fand eine Arbeit und konnte so unter unmenschlichen Bedingungen, die sie auch in ihrem Buch über den Judenältesten Chaim Rumkowski beschrieb, überleben. Ihre Mutter verhungerte und starb am 13. Juli 1942. Ihre zwölfjährige Schwester Karin, deren Betreuung sie übernommen hatte, wurde im September 1942 gewaltsam von ihr getrennt, ins Vernichtungslager Kulmhof deportiert und ermordet.
Sie selbst arbeitete zeitweilig in der Ghettoverwaltung als Schreibkraft des Journalisten und Schriftstellers Oskar Singer. 1943 wurde sie nach einer Denunziation bei einem „Verhör“ durch die deutsche „Kriminalpolizei“ auf dem linken Ohr taub geschlagen. Im August 1944 wurde sie nach Auschwitz-Birkenau deportiert und überlebte die Selektion an der Rampe. Wenige Wochen später wurde sie nach einer erneuten Selektion durch den KZ-Arzt Josef Mengele in ein Außenlager des KZ Neuengamme am Dessauer Ufer und von dort in ein weiteres Außenlager in Hamburg-Sasel deportiert. Dort musste sie Zwangsarbeit beim Beseitigen von Bombenschäden und dem Bau von Plattenhäusern für ausgebombte Hamburger leisten. Durch zeitweilige Büroarbeit war sie zwar der Brutalität der Aufseher, aber körperlich weniger anstrengenden Bedingungen ausgesetzt. Im März 1945 wurde sie nach Bergen-Belsen verschleppt, wo sie das Aushungern und Massensterben an Seuchen miterleben musste.

### Zeit nach der Befreiung
Cecilie überlebte als Einzige aus ihrer engeren Familie den Holocaust. Nach der Befreiung des KZ Bergen-Belsen durch die Britische Armee im April 1945 verbrachte sie einige Monate im Lager für Displaced Persons in Bergen-Belsen und arbeitete als Übersetzerin für die Briten. In Zusammenarbeit mit der Britischen Militärregierung konnte sie in Hamburg 40 SS-Täter aus dem KZ Neuengamme identifizieren, verhaften und vor Gericht stellen lassen. Nach Morddrohungen verließ sie Deutschland und wanderte über Paris in die USA aus, wo sie am 7. November 1946 den ebenfalls aus Hamburg stammenden jüdischen Emigranten Dan Eichengreen heiratete. Erst 1947 erhielt sie Gewissheit über den Tod ihrer Schwester.
Lucille Eichengreen konnte nach eigenen Angaben ihre traumatischen Erlebnisse in der NS-Zeit lange Zeit nicht überwinden, war voller Hass auf die Deutschen und litt beständig unter Albträumen.
1991 reiste sie zum ersten Mal wieder nach Deutschland und Polen, wobei sie auf Einladung des Hamburger Senats auch ihre Heimatstadt Hamburg besuchte. Unter dem Eindruck dieser Reise, die sie auch nach Auschwitz und ins ehemalige Ghetto Łódź führte, schrieb sie: „Ich kann nicht verstehen, wie es möglich ist, daß Menschen das tatsächliche Geschehen des Holocaust in Frage stellen, das Ausmaß der Qualen, des Leidens und die Zahl der Verstümmelten und Ermordeten anzweifeln.“

### Tätigkeit als Autorin

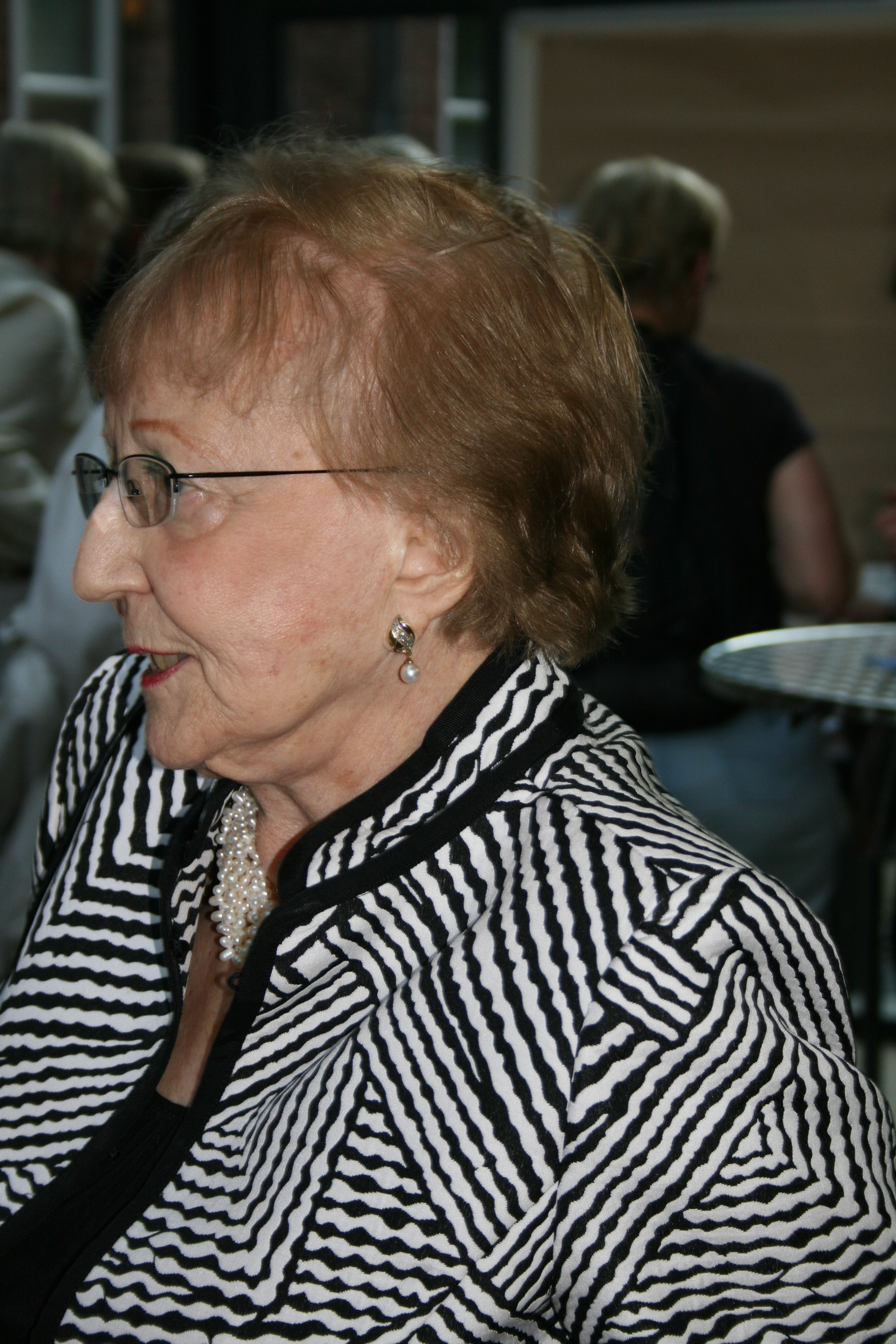
Lucille Eichengreen bei einer Veranstaltung im Lawaetz-Haus in Hamburg-Neumühlen (2012)

In den 1990er Jahren begann Lucille Eichengreen ihre Erinnerungen aufzuarbeiten und zu publizieren. Ihre in englischer Sprache geschriebenen Memoiren wurden von Ursula Wamser ins Deutsche übersetzt und erschienen 1992 unter dem Titel Von Asche zum Leben. Erinnerungen. Erst zwei Jahre später wurde das Buch unter dem Titel From Ashes to Life. My Memories of the Holocaust auf dem amerikanischen Buchmarkt publiziert.
Seit ihrem ersten Besuch in Deutschland hielt Lucille Eichengreen Vorträge in Schulen, Universitäten und auf Gedenkveranstaltungen. Zusätzlich arbeitete sie mit der Arbeitsstelle Holocaustliteratur an der Forschung und Aufarbeitung der Chronik des Gettos Lodz/Litzmannstadt, in dem sie 1943 als Schreibkraft für Oskar Singer tätig war. Für ihr Engagement wurde sie im Mai 2007 mit der Ehrendoktorwürde im Fachbereich Sprache, Kultur, Literatur der Justus-Liebig-Universität Gießen ausgezeichnet.
Anlässlich der Ausstellung In den Tod geschickt. Die Deportation von Juden, Roma und Sinti aus Hamburg 1940 bis 1945 wurde Lucille Eichengreen 2009 durch den Ersten Bürgermeister Ole von Beust mit der Hamburgischen Ehrendenkmünze in Gold ausgezeichnet, wobei der Hamburger Senat ihre Verdienste um die Aufarbeitung und Vermittlung der Geschichte der nationalsozialistischen Judenverfolgung in ihrer Heimatstadt Hamburg würdigte.
Lucille Eichengreen lebte bis zu ihrem Tod in Oakland, Kalifornien. Sie starb wenige Tage nach ihrem 95. Geburtstag. Einer ihrer beiden Söhne ist der US-amerikanische Wirtschaftswissenschaftler Barry Eichengreen.

## Rezeption

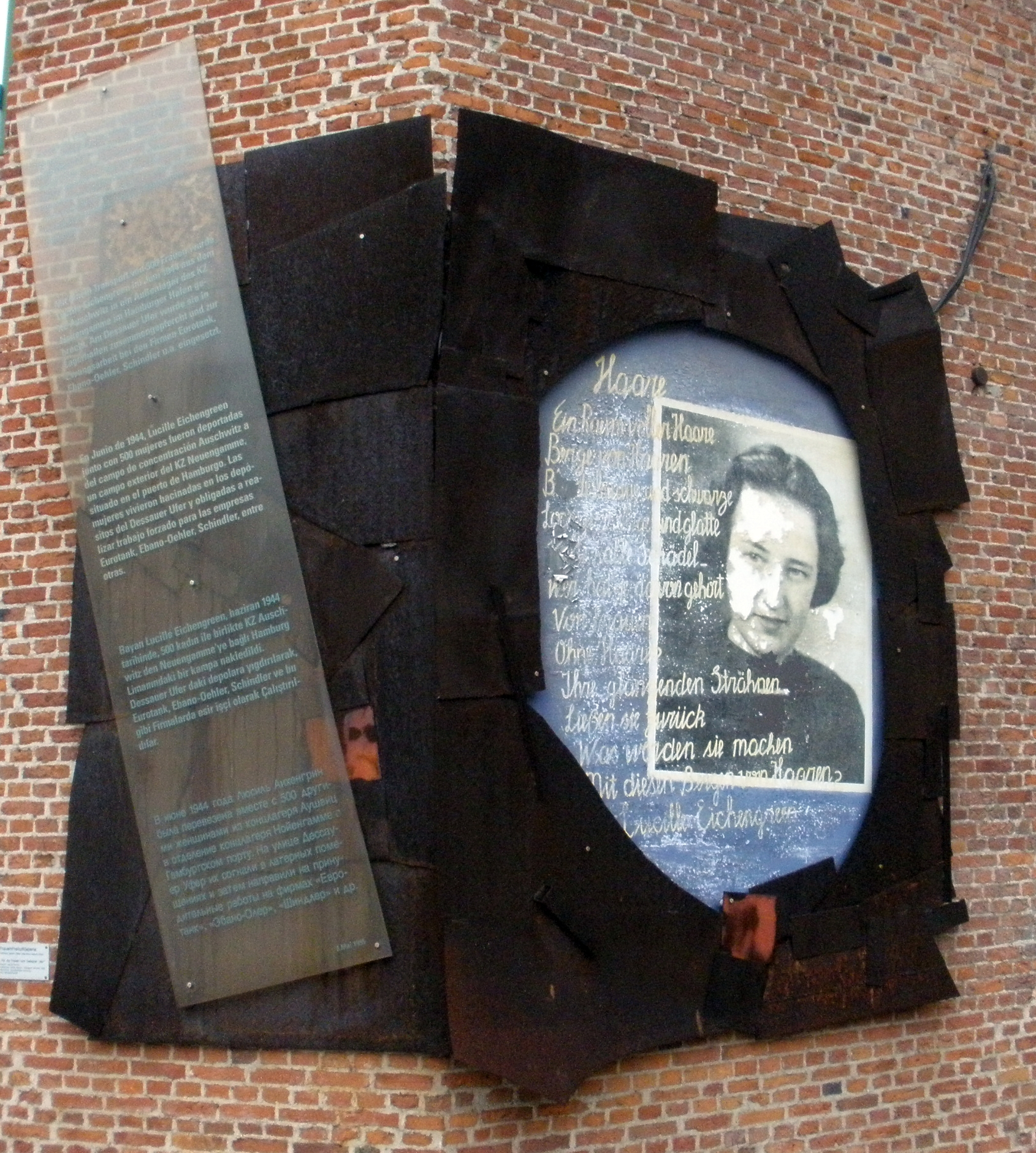
Gedenktafel am Lawaetzhaus in Neumühlen mit dem Bild Lucille Eichengreens (2010)

Ralph Giordano schrieb 2009 im Vorwort zur Neuauflage von Lucille Eichengreens Memoiren Von Asche zum Leben: „Ihr Schicksal kann jeden mitfühlenden und denkenden Menschen nicht unberührt lassen. Heutzutage, wo geistige Brandstifter meinen, von der »Auschwitz-Keule« sprechen zu dürfen, um die Berliner Republik von der Erblast des Nationalsozialismus zu befreien und mit der alten ewiggestrigen Forderung nach dem endgültigen Schlussstrich in die politische Normalität zurückzukehren, sind Bücher wie das von Lucille Eichengreen von immenser Bedeutung.“

## Werke
- Lucille Eichengreen mit Harriet Chamberlain: From Ashes to Life. My Memories of the Holocaust. Mercury House, San Francisco 1994, ISBN 1-56279-052-8.
  - Von Asche zum Leben. Erinnerungen, aus dem Amerikanischen von Ursula Wamser. Dölling und Galitz, Hamburg 1992, ISBN 3-926174-39-0. (1. Auflage in deutscher Sprache)
  - Von Asche zum Leben. Erinnerungen, aus dem Amerikanischen von Ursula Wamser. Konkret-Literatur-Verlag, Hamburg 2009, ISBN 978-3-89458-268-5. (Neuausgabe mit einem Vorwort von Ralph Giordano.)
- Lucille Eichengreen mit Rebecca Fromer: Rumkowski and the orphans of Lodz. Mercury House, San Francisco 2000, ISBN 1-56279-115-X.
  - Rumkowski, der Judenälteste von Lodz. Autobiographischer Bericht, aus dem Amerikanischen von Thomas Bertram. Europäische Verlagsanstalt, Hamburg 2000, ISBN 3-434-50458-3.
- Frauen und Holocaust. Erlebnisse, Erinnerungen und Erzähltes, aus dem Amerikanischen von Sascha Feuchert und Claire Annesley. Donat, Bremen 2004, ISBN 3-934836-77-1.
- Haunted Memories: Portraits of Women in the Holocaust, Tiffin Press, Exeter NH 2011

## Audio
- Jo Brauner & Noah Sow, Sprecher, Julia Westlake, Sprecherin, Hannah Arendt (Text): Laut gegen Nazis. Hörbuch. Teil 1: Verhörprotokolle von Adolf Eichmann Universal Family Entertainment – Deutsche Grammophon, Berlin 2007. 2 CDs. ISBN 978-3-8291-1972-6.[18]
- Hörbuch Laut gegen Nazis Teil 3. Mit Auszügen aus dem Leben von Lucille Eichengreen und Gedichten von Ruth Rosenfeld, Texte vorgetragen von Stefanie Kloß und Andreas Nowak aus der Gruppe Silbermond, Deutsche Grammophon 2007, ISBN 978-3-8291-1975-7.